# 33179 Arsenewenger
33179 Arsenewenger este o planetă minoră (asteroid), cu un diametru de 4,281 km, din centura de asteroizi. A fost descoperită pe 29 martie 1998 la Astronaut Memorial Planetarium and Observatory⁠(d) de Ian Paul Griffin⁠(d) și a fost numită după Arsène Wenger. 
Obiectul prezintă o orbită caracterizată de o semiaxă mare de 2,6127644 UAi, o excentricitate de 0,09, o înclinație de 2,75255 ° în raport cu ecliptica.